# Угулава, Георгий Арчилович
Георгий (Гиги) Угулава (груз. გიგი უგულავა; 15 августа 1975, Тбилиси, ГССР) — грузинский политик. Генеральный секретарь партии «Европейская Грузия». В прошлом — мэр Тбилиси (2005—2013).

## Биография
Получил образование в Первой гимназии, Тбилисской семинарии, Университетах Саарбрюкена и Тбилиси. Работал журналистом и политическим консультантом. Помогал в организации молодёжного движения «Кмара», сыгравшего ключевую роль во время революции роз.
После революции был заместителем министра государственной безопасности, губернатором Земо-Сванети и главой администрации президента Михаила Саакашвили.
12 июля 2005 года стал мэром Тбилиси.
22 декабря 2013 Угулава был отстранён от должности судом по обвинению в растрате средств. В июле 2014 он был арестован по обвинению в отмывании денег в ходе партийной кампании на местных выборах 2014 года. Сторонники Угулавы обвиняют правительство в том что оно преследует его по политическим мотивам. 17 сентября 2015 года Угулава был выпущен из-под ареста по решению Конституционного суда Грузии в связи с превышением срока предварительного заключения. Однако уже 18 сентября 2015 года суд, проведя заседание в отсутствие обвиняемого и его защиты, приговорил Угулаву к 9 годам лишения свободы, сократив по амнистии срок наказания до 4,5 лет.
6 января 2017 года Угулава вышел на свободу, после того Тбилисский апелляционный суд переквалифицировал обвинения в нецелевом расходовании средств, нашёл Угулаву виновным в превышении официальных полномочий, оправдал его по обвинению в отмывании денег и сократил срок его заключения до трёх лет и трёх месяцев. Вскоре после освобождения Угулава и несколько старших членов партии «Единое национальное движение» в связи с идеологическими и политическими разногласиями покинули ряды партии и основали новую партию: «Европейская Грузия».

## Награды
- Орден Давида Агмашенебели (2013 год)[6].